# White russian
White Russian er en drink bestående af vodka, kahlúa og fløde serveret med is. Navnet skyldes indholdet af vodka, som ofte forbindes med Rusland.
White Russian er blevet nydt i flere film, herunder i kultfilmen The Big Lebowski, hvor Jeff Bridges spiller den evigt White Russian-drikkende The Dude. 

## See også
- Black Russian